# Tribune Tower
La Tribune Tower es un edificio neogótico situado en el 435 de North Michigan Avenue en Chicago, Illinois, Estados Unidos.  Es la sede del Chicago Tribune y la Tribune Company. WGN Radio (720 kHz) emite desde el edificio, y tiene sus estudios en la planta baja, con vistas de los cercanos Pioneer Court y Michigan Avenue. La oficina de la CNN en Chicago también se sitúa en el edificio. Está catalogado como un Chicago Landmark y es unas propiedades contribuyente del Distrito Histórico Michigan–Wacker.

## Competición de diseño

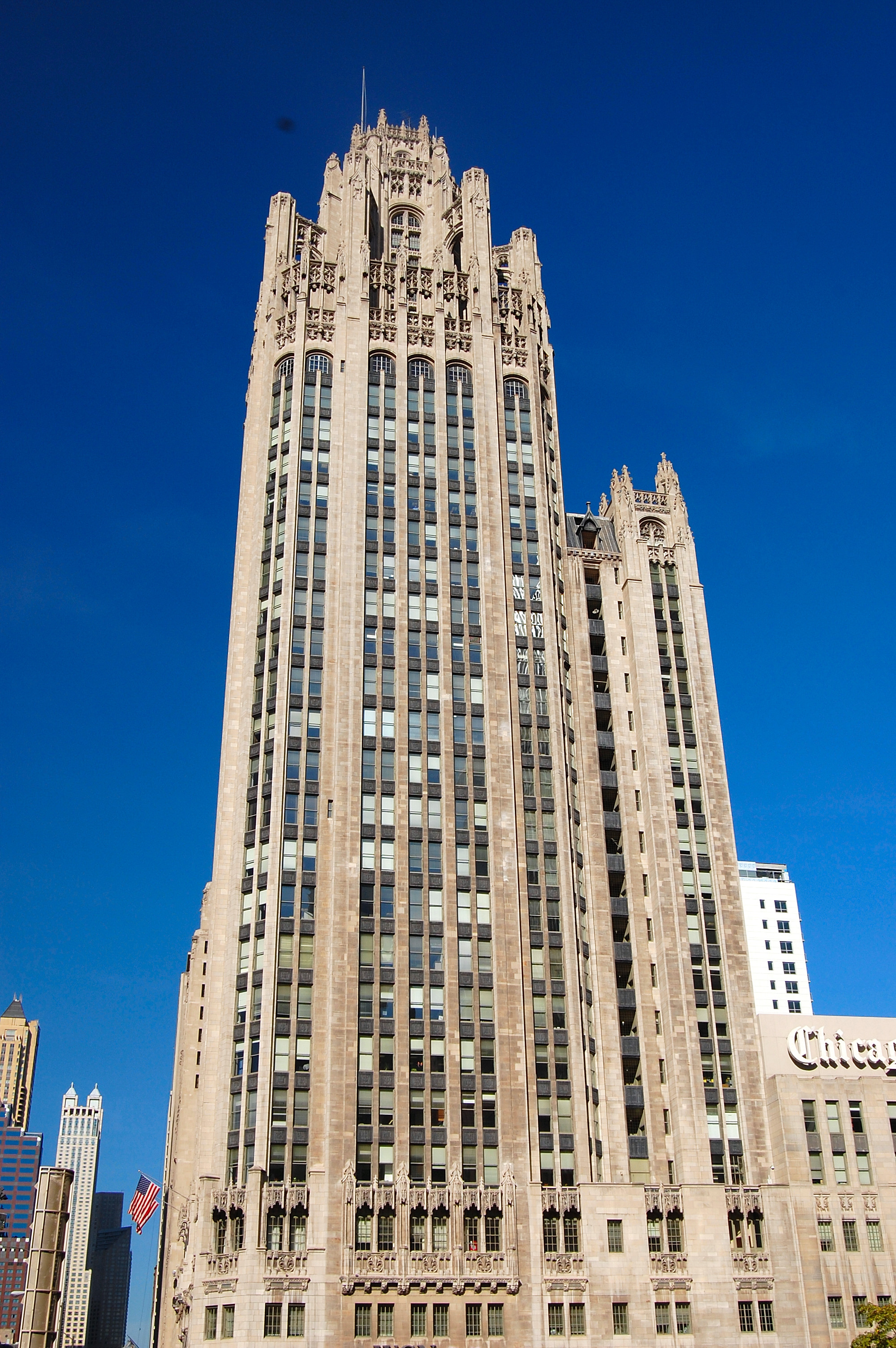
Tribune Tower

En 1922 el Chicago Tribune organizó una competición internacional de diseño para su nueva sede, y ofreció 100 000 dólares en premios con un primer premio de 50 000 dólares para "el edificio de oficinas más bonito e inconfundible del mundo". La competición funcionó brillantemente como una maniobra publicitaria durante meses, y las propuestas recibidas suponen un punto de inflexión en la historia de la arquitectura de Estados Unidos. Se recibieron más de 260 propuestas. El ganador fue el diseño neogótico de los arquitectos neoyorquinos John Mead Howells y Raymond Hood, con arbotantes cerca de la cima.
La propuesta que muchos consideraban la mejor (una torre radicalmente simplificada del arquitecto finlandés Eliel Saarinen) obtuvo el segundo puesto y recibió 20 000 dólares. El diseño de Saarinen, que anticipó el cercano impacto de la modernidad en la arquitectura, fue preferido por críticos como Louis Sullivan, y tuvo una influencia importante en la siguiente generación de rascacielos, incluido el diseño de Raymond Hood del McGraw-Hill Building y el Rockefeller Center. El Gulf Building de 1929 en Houston, diseñado por los arquitectos Alfred C. Finn, Kenneth Franzheim, y J. E. R. Carpenter, es una reproducción cercana de aquel diseño de Saarinen. El 181 West Madison Street de César Pelli también se inspiró en el diseño de Saarinen.
Otras propuestas para la torre, de arquitectos como Walter Gropius, Bertram Goodhue, Bruno Taut o Adolf Loos, continúan siendo sugerencias intrigantes de lo que podrían haber sido, pero quizás no tan intrigantes como la coronada por una cabeza de un indio americano. Estas propuestas fueron publicadas originalmente por la Tribune Company en 1923 bajo el título Tribune Tower Competition y posteriormente en The Chicago Tribune Tower Competition: Skyscraper Design and Cultural Change in the 1920s por Katherine Solomonson y Richard A. Etlin en 2001.
En el libro de 1980 titulado The Tribune Tower Competition, publicado por Rizzoli, los autores Robert A. M. Stern, Stanley Tigerman, Bruce Abbey y otros arquitectos presentaron bromeando "propuestas fuera de plazo" en el Volumen II de la obra.
Lo materiales de archivo sobre la competición y el edificio están en manos de las Ryerson & Burnham Libraries en el Instituto de Arte de Chicago.

Propuestas del concurso de arquitectura
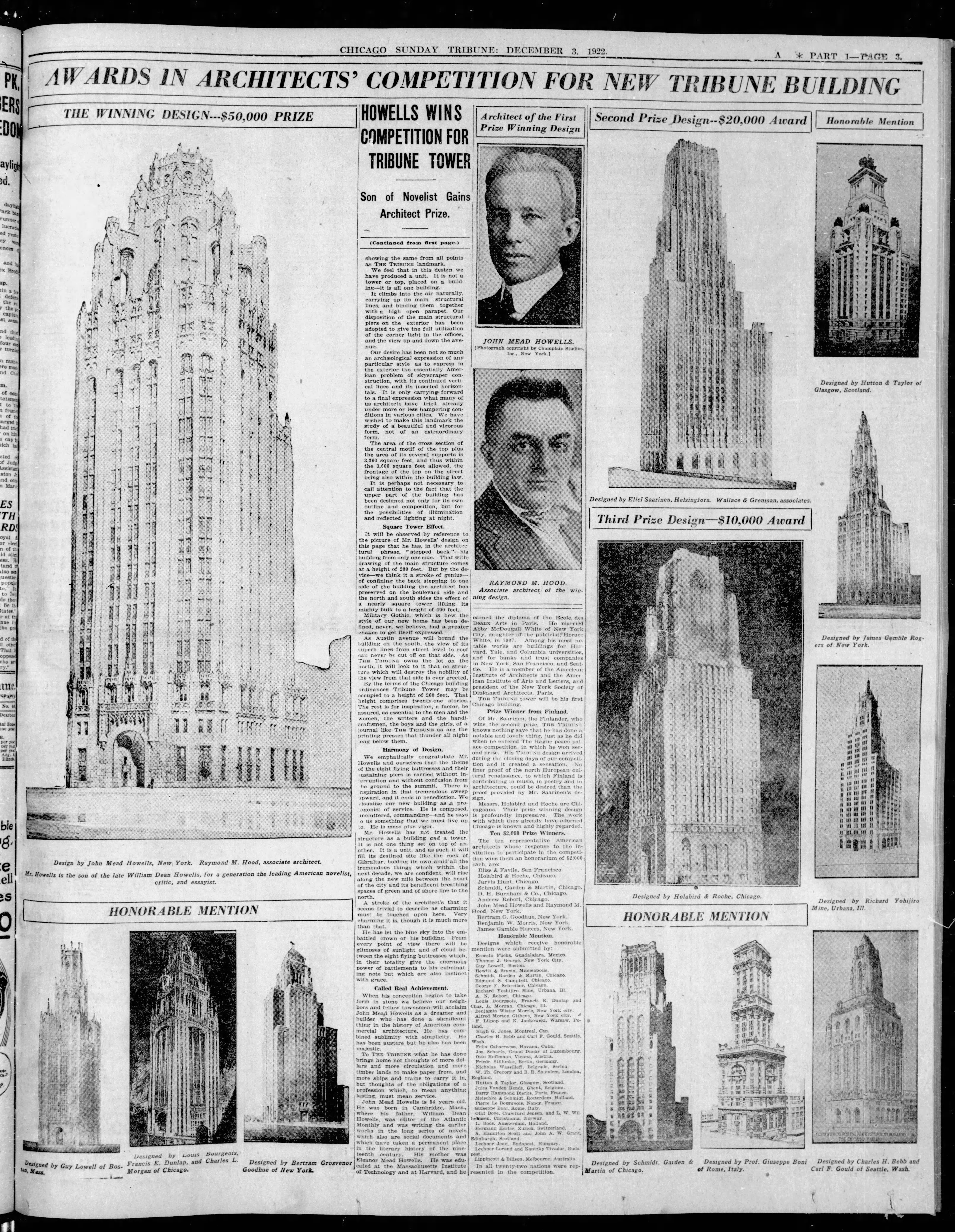
Resultado del concurso en el Chicago Tribune del 3 de diciembre de 1922
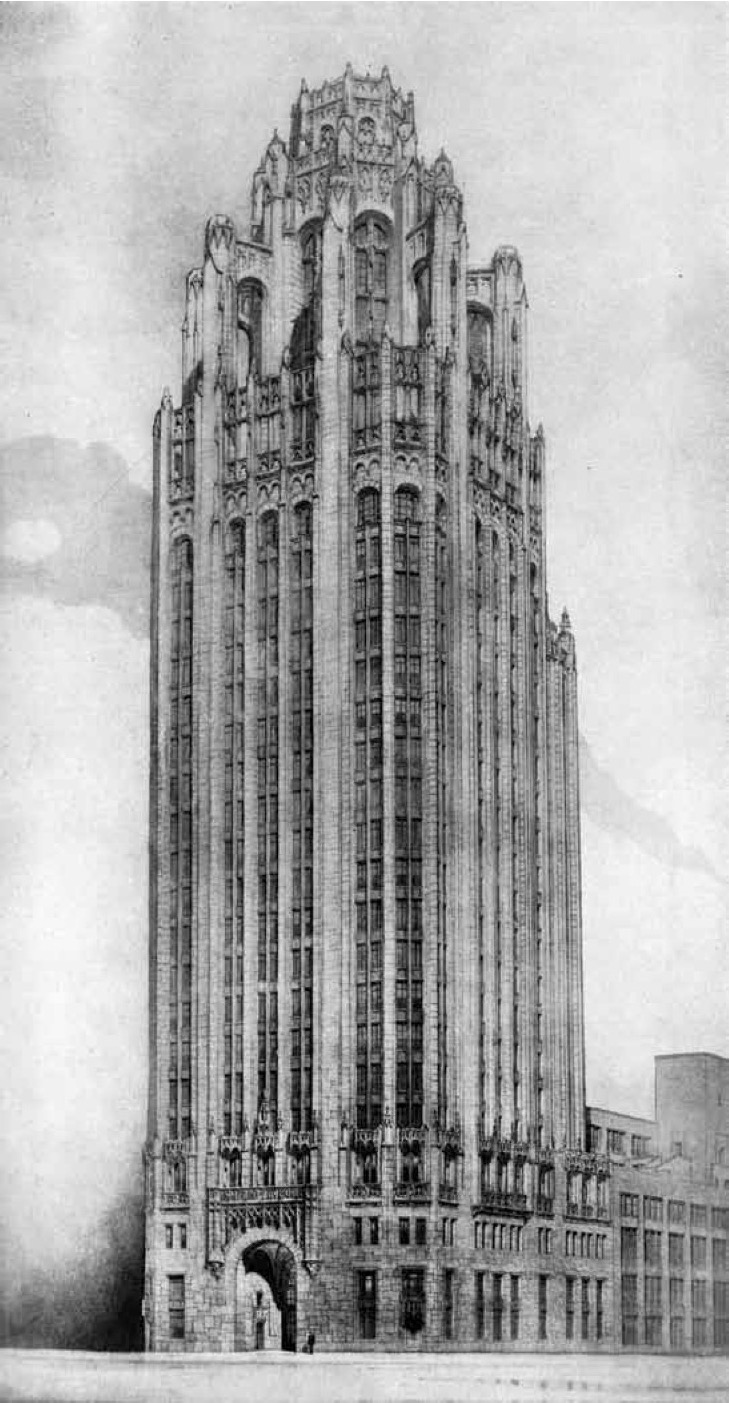
John Mead Howells and Raymond Hood, 1.er premio
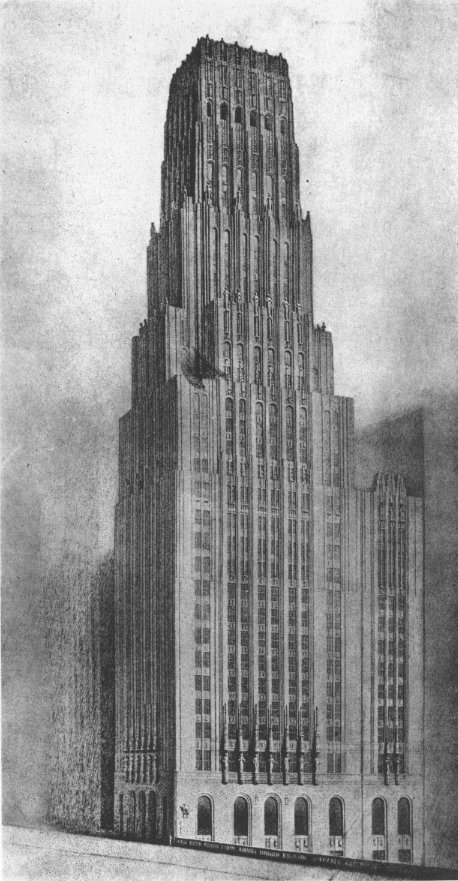
Eliel Saarinen, 2.º premio
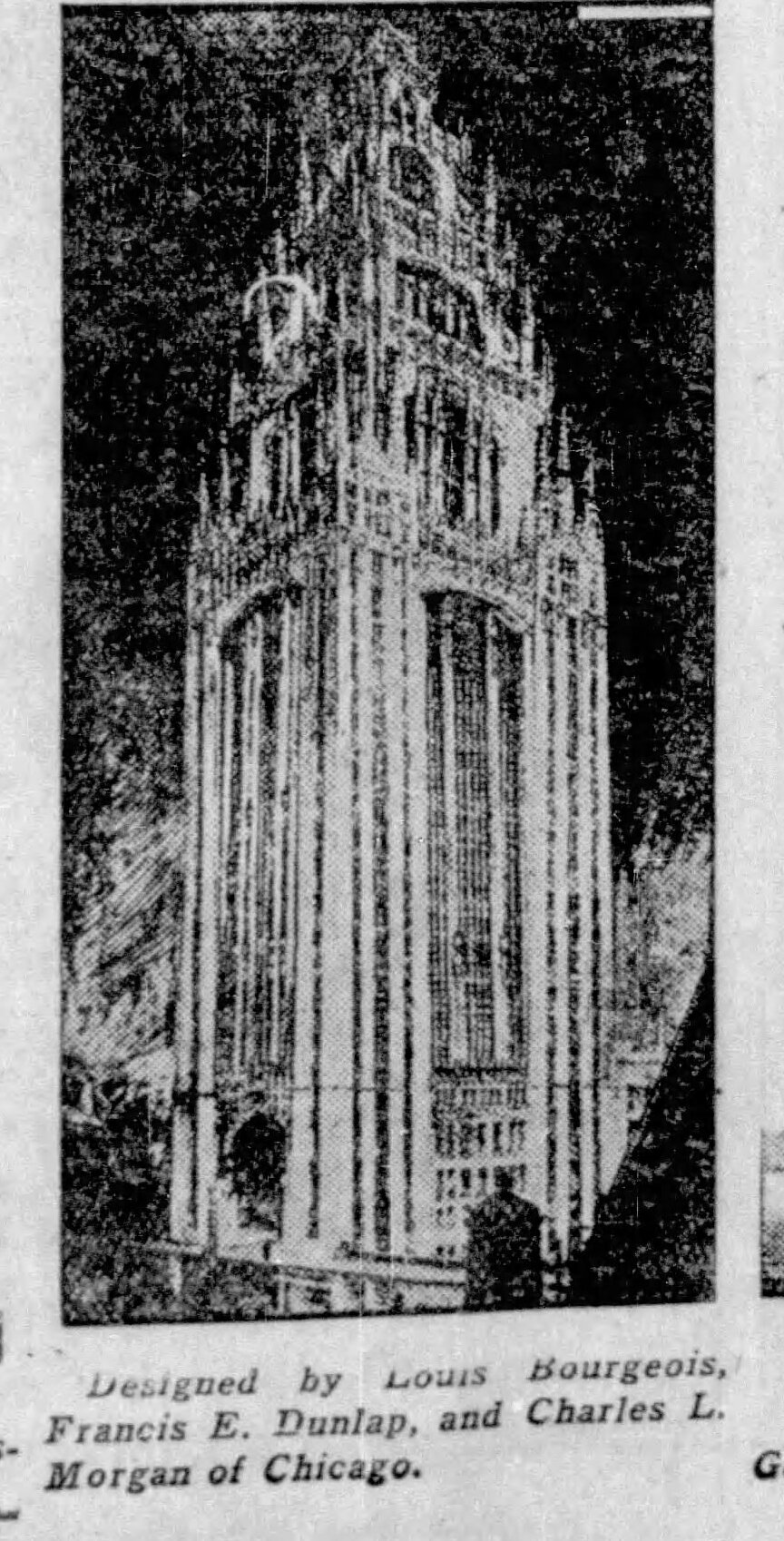
Louis Bourgeois, Francis E. Dunlap y Charles L. Morgan
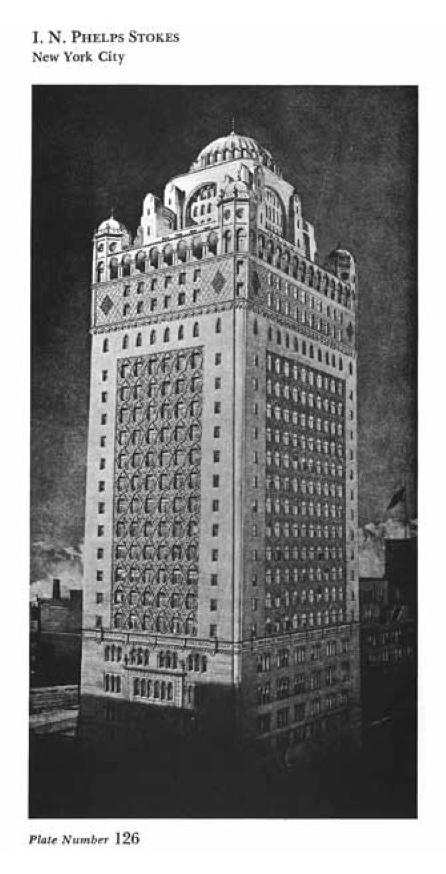
I.N. Phelps Stokes
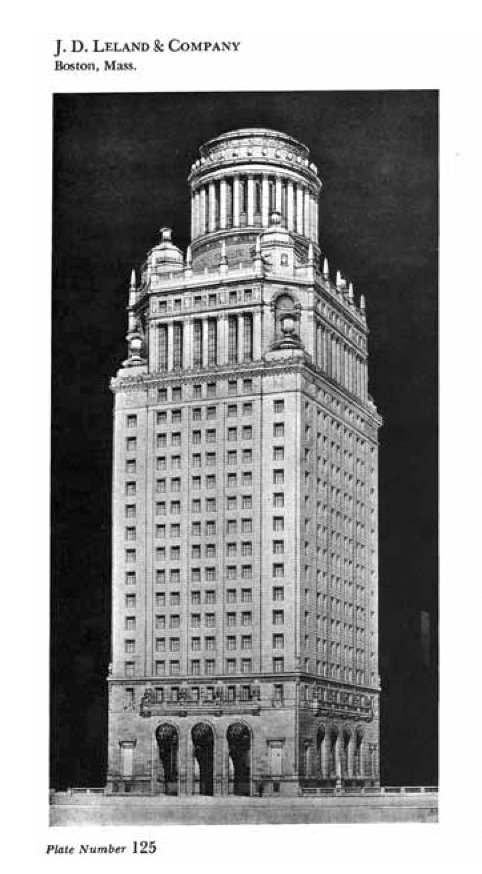
J.D. Leland & Company
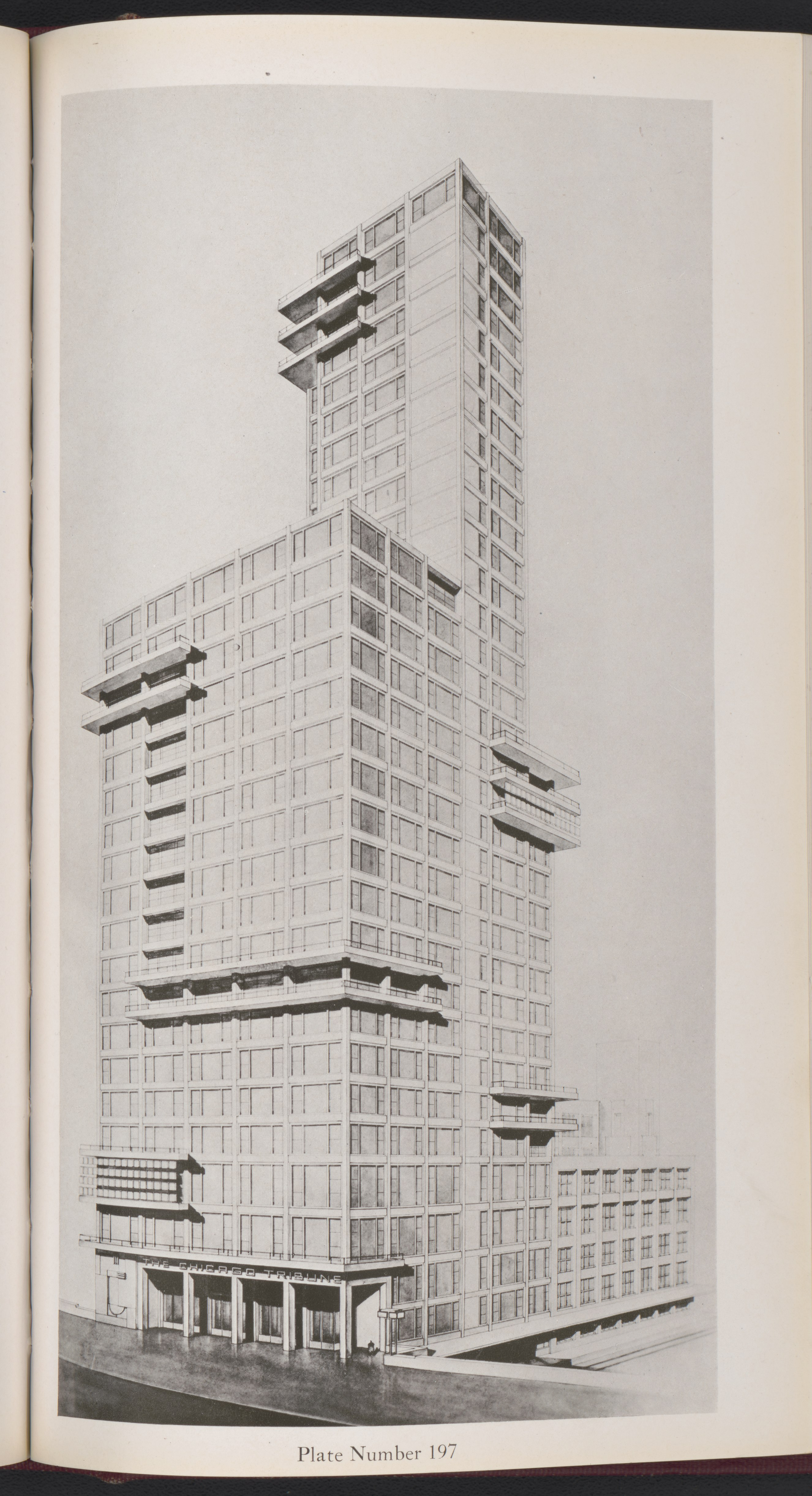
Walter Gropius
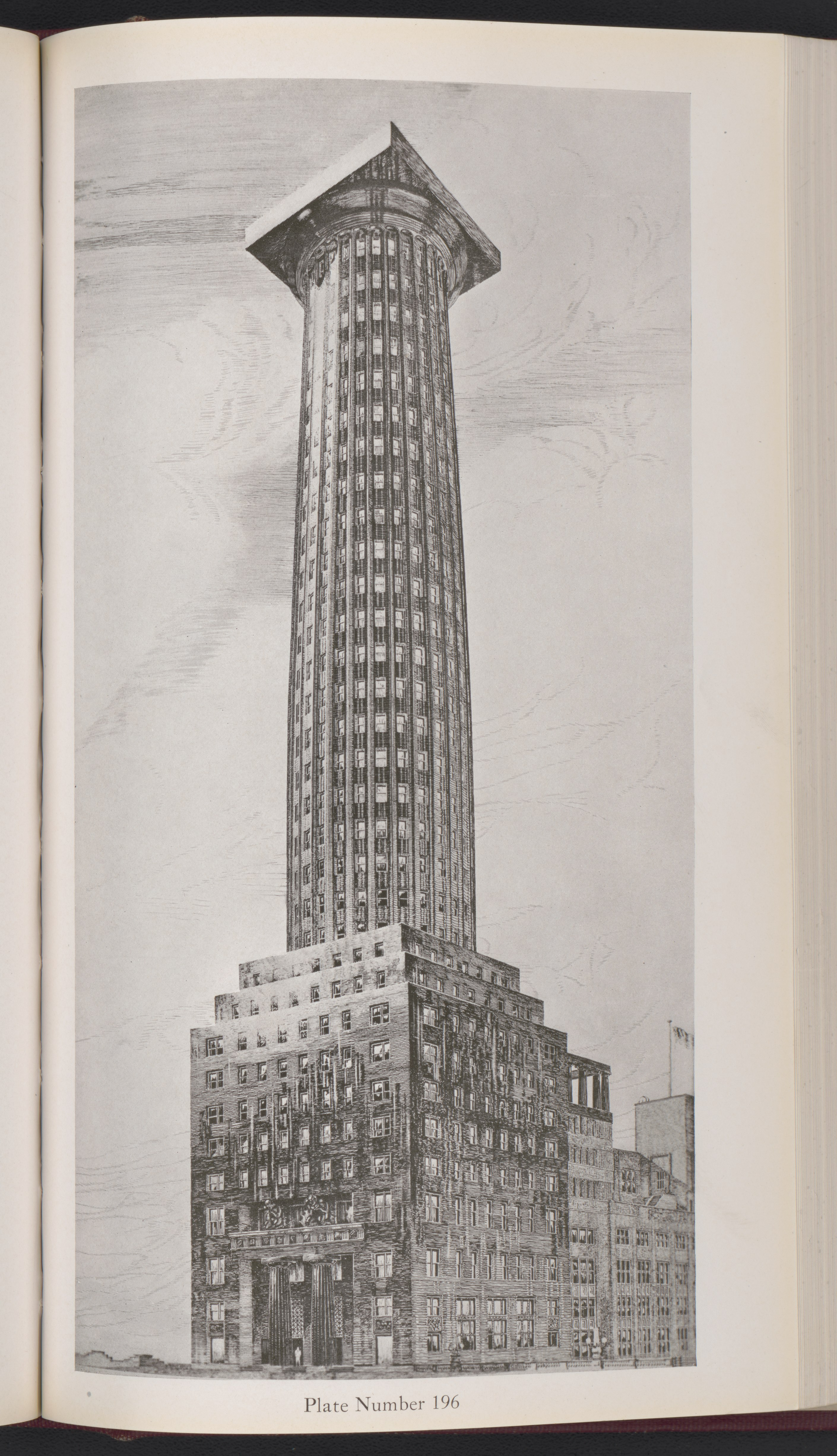
Adolf Loos

## El edificio

### Diseño

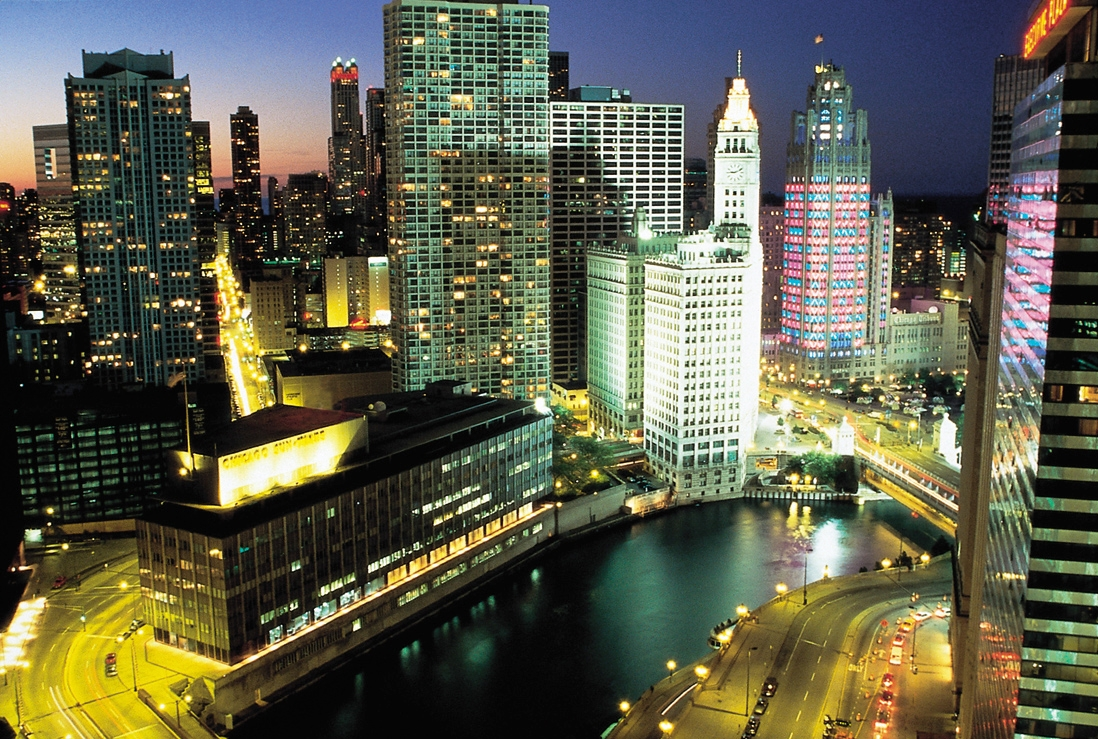
El antiguo Chicago Sun-Times Building (ubicación del actual Trump International Hotel and Tower), Wrigley Building y Tribune Tower por la noche

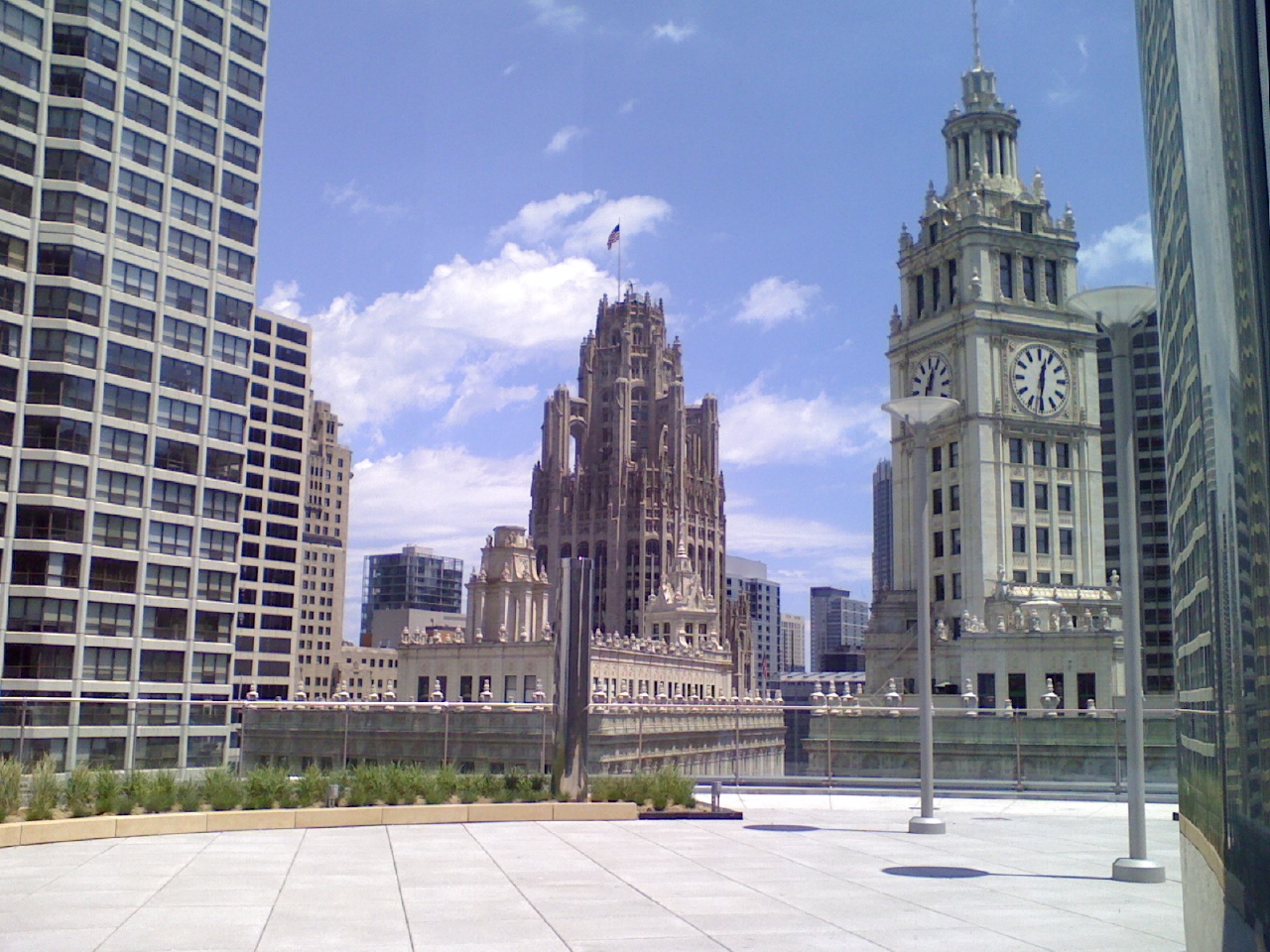
La torre desde el restaurante del Trump International Hotel and Tower, Sixteen

En 1922 los rascacielos neogóticos se habían convertido en un diseño frecuente. El primer edificio importante del llamado "Estilo Perpendicular Americano" fue el Woolworth Building de 1913, diseñado por Cass Gilbert. Este fue un ejemplo tardío, quizás el último ejemplo importante, criticado por su historicismo. La construcción de la Tribune Tower se completó en 1925 y alcanzó una altura de 141 m. Los decorados arbotantes que rodean la cima de la torre son especialmente visibles cuando la torre se ilumina por la noche.
Como con la mayoría de proyectos de Hood, las esculturas y decoraciones fueron realizadas por el artista americano Rene Paul Chambellan. La torre tiene imágenes talladas de Robin Hood (Hood) y un perro aullando (Howells; howl en inglés significa aullar) cerca de la entrada principal para conmemorar a los arquitectos. La cima de la torre se inspiró en la Tour de beurre (″torre de mantequilla″) de la Catedral de Ruan en Francia, característica del estilo gótico tardío, sin chapitel pero con una corona.
Rene Paul Chambellan contribuyó con su talento como escultor a la ornamentación del edificio, las gárgolas y la famosa Pantalla de Esopo por encima de la entrada principal. Rene Chambellan trabajó en otros proyectos con Raymond Hood, como el American Radiator Building y el Rockefeller Center en Nueva York. Entre las gárgolas de la torre hay una de una rana, que fue creada por Rene Chambellan para representarse a sí mismo jocosamente por su ascendencia francesa.

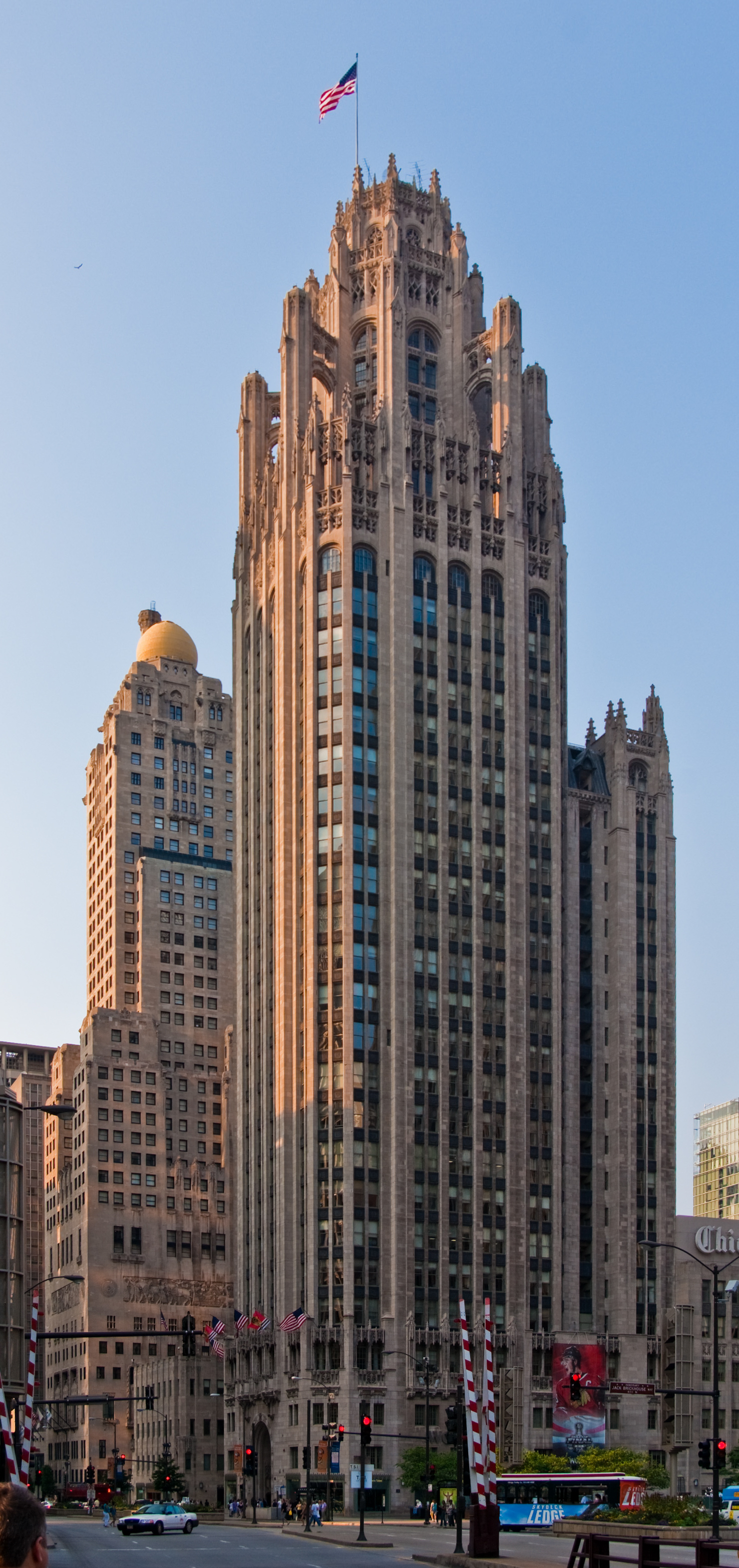
Tribune Tower en 2009
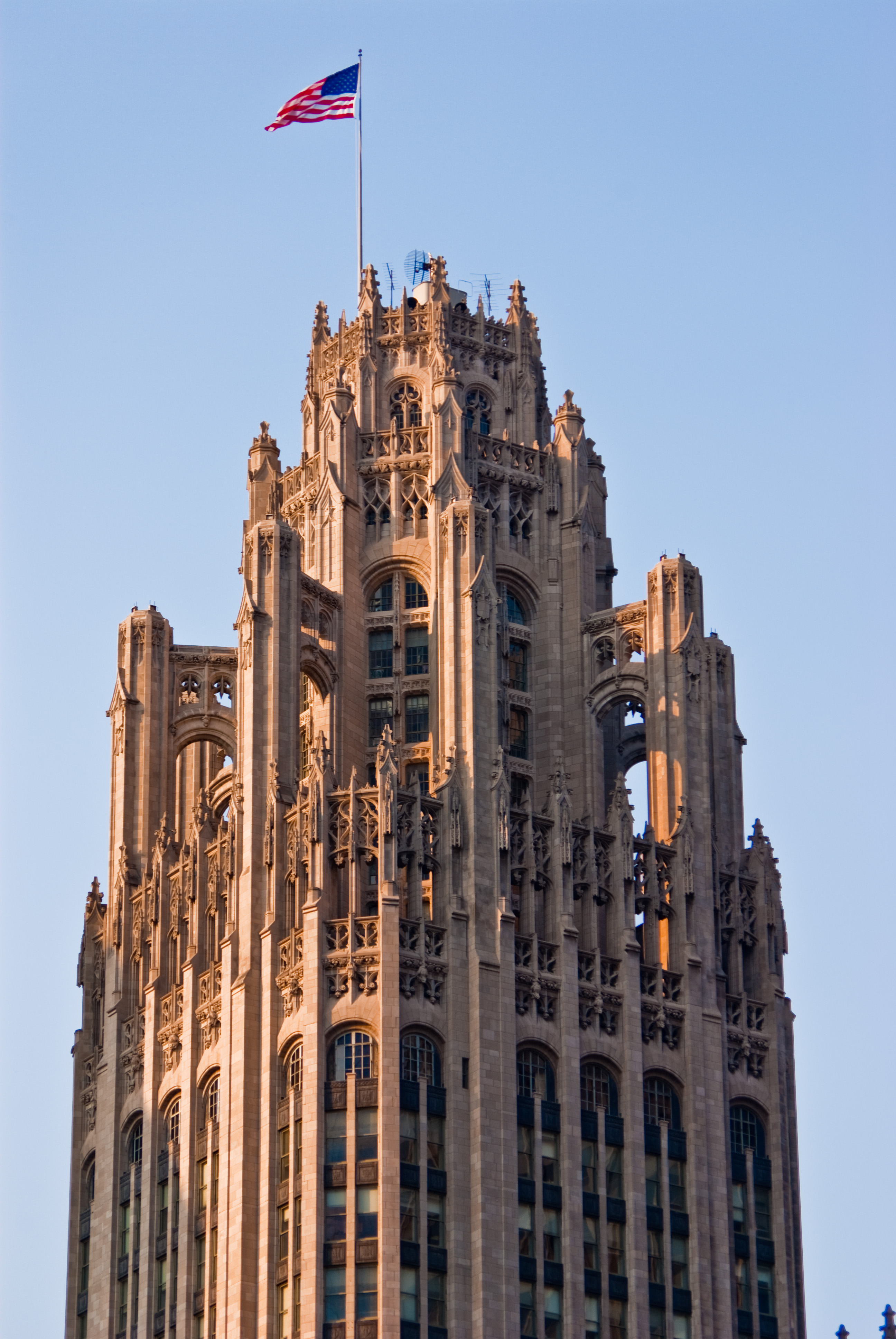
arbotantes en el remate del edificio
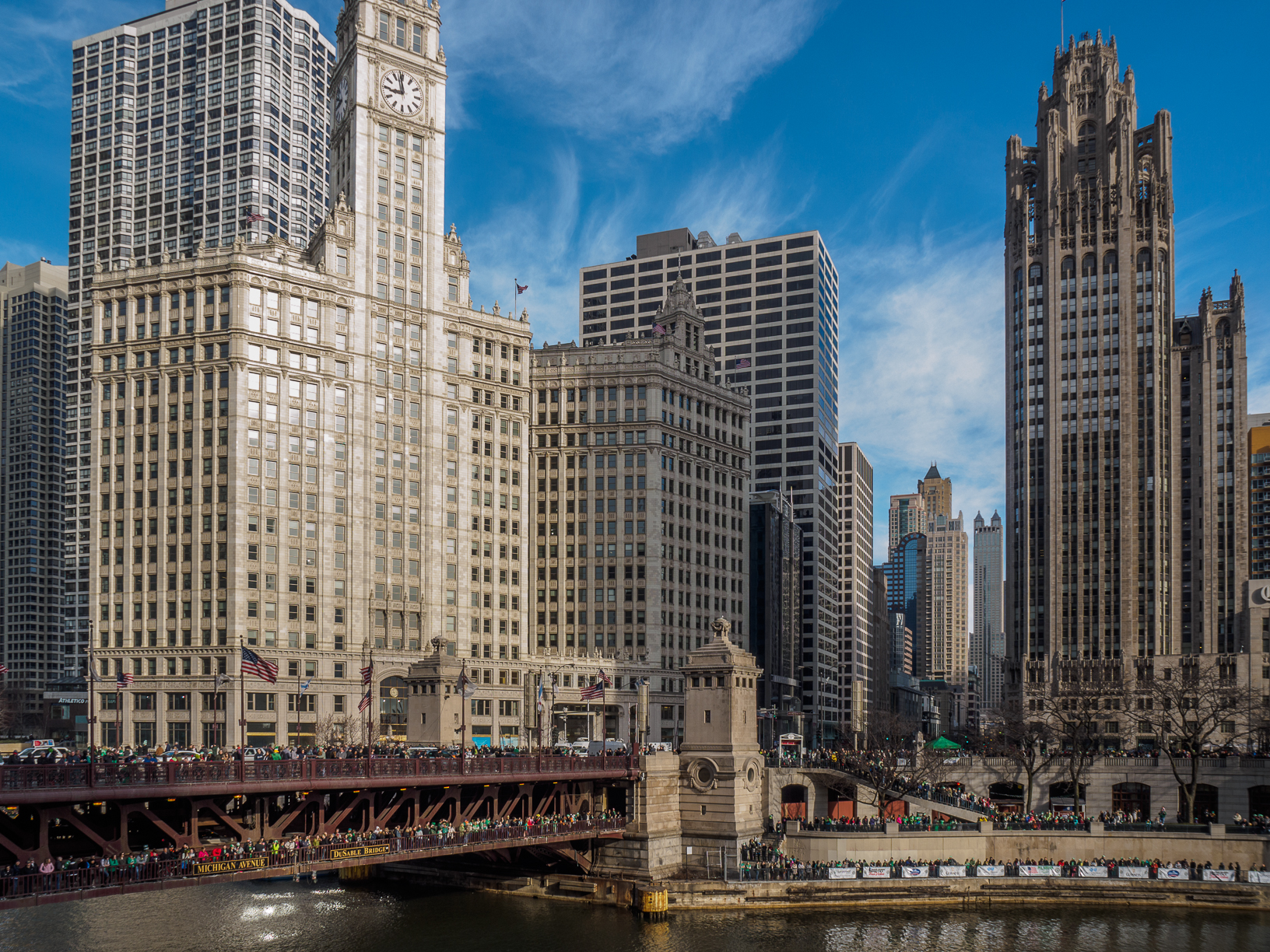
El Tribune Tower (derecha) sobre el río Chicago
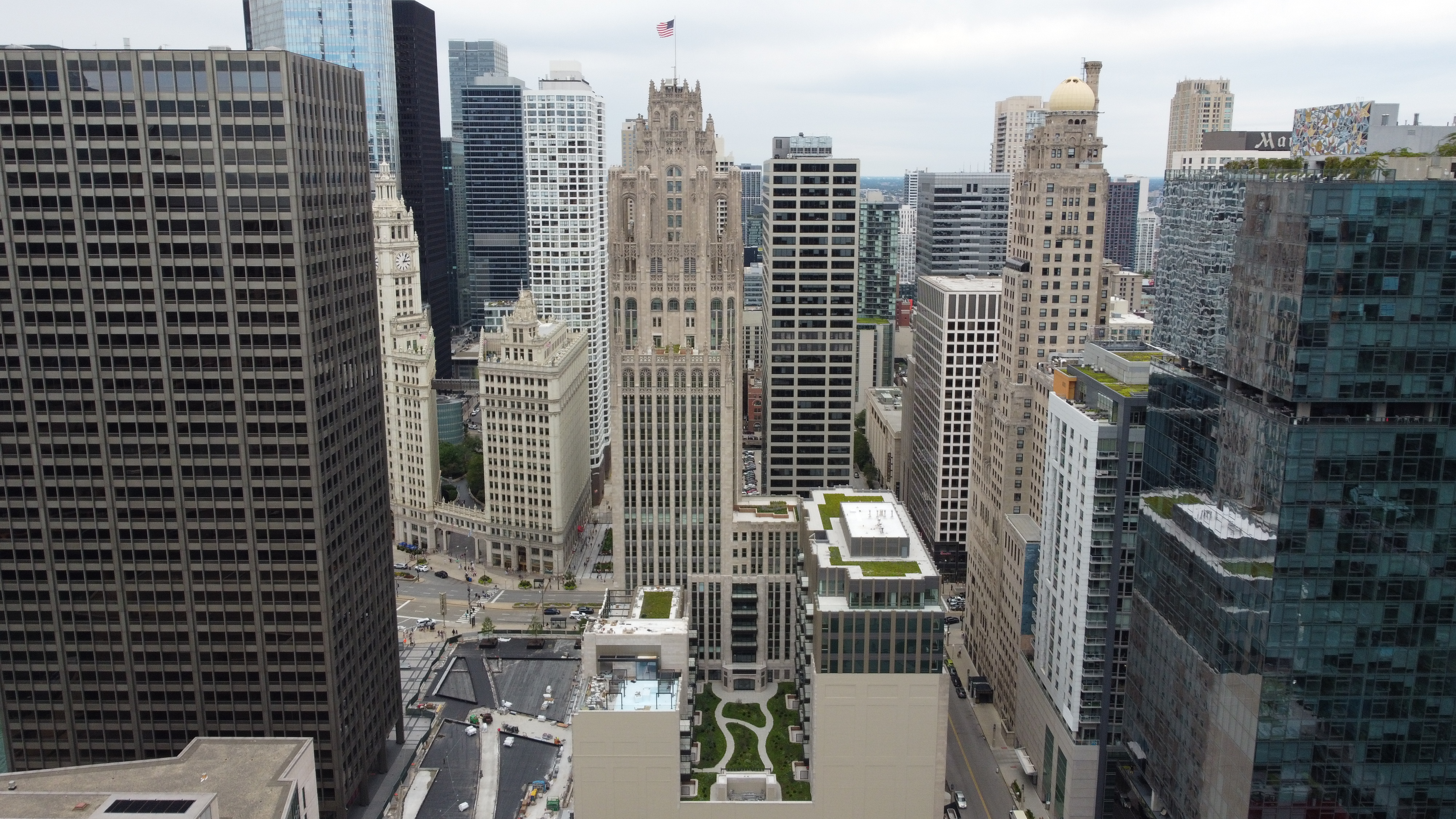
Tribune Tower en julio de  2021, con adiciones notables en parte de la conversión del condominio.

### Colección de fragmentos de edificios famosos
Antes de la construcción de la Tribune Tower, corresponsales del Chicago Tribune llevaron rocas y ladrillos de varios lugares históricos importantes de todo el mundo a petición del Coronel McCormick. Muchos de estos relieves se han incorporado a las plantas más bajas del edificio y están rotulados con su lugar de origen. Las piedras son de lugares como la Catedral de Trondheim, el Taj Mahal, la Sala Clementina, el Partenón, Santa Sofía, la Isla Corregidor, el Palacio de Westminster, madera petrificada de los Redwood National and State Parks, la Gran Pirámide de Giza, la Misión de Álamo, la Catedral de Notre Dame, la Tumba de Abraham Lincoln, la Gran Muralla China, Independence Hall, Fort Santiago, Angkor Wat, Ta Prohm, y Banteay Srei. 
Algunos de estos fragmentos tenían un contexto político o social, como la piedra del Muro de Berlín y el fragmento de una columna del Castillo de Wawel, situado en su propia hornacina encima de la esquina superior izquierda de la entrada principal, como un tributo a la gran población polaca de Chicago, la mayor comunidad fuera de Polonia. En total hay 149 fragmentos en el edificio. Más recientemente, se expuso una roca traída de la luna en una ventana de la tienda de regalos de Tribune (no se pudo añadir a la pared porque la NASA posee todas las rocas de la luna, y es solo un préstamo al Tribune), y una pieza de acero recuperada del World Trade Center.

### Edificios influenciados por la torre
Varios edificios de todo el mundo hacen referencia al diseño de la Tribune tower, especialmente en Australia, como el Grace Building en Sídney y el Manchester Unity Building en Melbourne.

### Museo de la Libertad
El 11 de abril de 2006 abrió el McCormick Tribune Freedom Museum, ocupando dos plantas del edificio, incluida la anterior ubicación de la exclusiva tienda de regalos Hammacher-Schlemmer. El museo cerró estas instalaciones el 1 de marzo de 2009 y dirigió sus esfuerzos a convertirse en un museo en línea.

## En la cultura popular
- El 21 y 28 de noviembre de 2007 en episodios titulados "Una boda y un funeral" y "Una cosa sobre los héroes" de la serie de televisión CSI: NY, piezas históricas robadas del edificio llevaron a Mac Taylor (Gary Sinise) a su ciudad natal, Chicago. Tras investigaciones sobre el hombre que lo acechaba, Taylor encontró un cadáver en una oficina de una planta vacía del edificio. Los episodios fueron grabados íntegramente en el edificio.
- Se ve a Conan O'Brien pasando junto a la torre en ruta desde Nueva York hasta Los Ángeles en su primer episodio como anfitrión del The Tonight Show.
- Los francotiradores de Transformers: el lado oscuro de la luna disparan desde la planta 26 de Tribune Tower, justo debajo de los arquitrabes.